# فولتا ليمبورغ الكلاسيكي 2024
فولتا ليمبورغ الكلاسيكي 2024 (بالهولندية: Volta NXT Classic 2024)‏ هو سباق دراجات هوائية من فئة  سباق يوم واحد، وهو الموسم التاسع والأربعين من فولتا ليمبورغ الكلاسيكي ‏، وأقيم في 30 مارس 2024 ضمن سباقات طواف أوروبا للدراجات 2024.
فاز بالمركز الأول Timo Kielich ‏، وفاز بالمركز الثاني Pascal Eenkhoorn ‏، وفاز بالمركز الثالث Henri Uhlig ‏.

## الفرق
| فرق عالمية (3)- Alpecin-Deceuninck - Intermarché-Wanty - Team Visma \| Lease a Bike فرق برو (5)- بنجوال باوليز ساوكس دبليو بي ‏ - Lotto Dstny - Q36.5 Pro Cycling Team ‏ - Unibet Tietema Rockets ‏ - سبورت فلاندرين بالويس ‏ فرق قارية (15)- بيت سايكلنج 2024 ‏ - Development Team DSM–Firmenich PostNL ‏ - Diftar Continental Cyclingteam ‏ - Israel Premier Tech Academy ‏ - ميتك سولاروات بي/بي مانتيل 2024 ‏ - Parkhotel Valkenburg CT ‏ - Philippe Wagner–Bazin ‏ - Sauerland NRW-SKS Germany ‏ - Soudal–Quick-Step Devo Team ‏ - سوبرانو هام ايزوريكس 2024 ‏ - Team Lotto–Kern Haus ‏ - Team Storck-Metropol Cycling ‏ - Universe Cycling Team ‏ - Victoria Sports Pro Cycling ‏ - فولكر ويسيلز سيكلينج تيم 2024 ‏ فريق وطني- فريق الولايات المتحدة لسباق الدراجات الهوائية للرجال ‏ |  |
| |  |

## المشاركون
| Alpecin-Deceuninck ADC | Alpecin-Deceuninck ADC | Alpecin-Deceuninck ADC |
| ---------------------- | ---------------------- | ---------------------- |
| م                      | عداء                   | مرتبة                  |
| 1                      | Kaden Groves ‏          | لم يكمل السباق         |
| 2                      | توبياس باير            | 7                      |
| 3                      | Maurice Ballerstedt ‏   | لم يكمل السباق         |
| 4                      | Timo Kielich ‏          | 1                      |
| 5                      | Louis Kitzki‏           | لم يكمل السباق         |
| 7                      | Henri Uhlig ‏           | 3                      |

| Team Visma \| Lease a Bike TVL | Team Visma \| Lease a Bike TVL | Team Visma \| Lease a Bike TVL |
| ------------------------------ | ------------------------------ | ------------------------------ |
| م                              | عداء                           | مرتبة                          |
| 11                             | Morten Nørtoft ‏                | لم يكمل السباق                 |
| 12                             | Tom Schellekens ‏               | لم يكمل السباق                 |
| 13                             | Colby Simmons ‏                 | لم يكمل السباق                 |
| 14                             | Pietro Mattio‏                  | لم يكمل السباق                 |
| 15                             | توش فان دير ساندي              | 20                             |
| 17                             | جوليان فيرموت                  | 28                             |

| Intermarché-Wanty IWA | Intermarché-Wanty IWA      | Intermarché-Wanty IWA |
| --------------------- | -------------------------- | --------------------- |
| م                     | عداء                       | مرتبة                 |
| 21                    | Huub Artz ‏                 | 43                    |
| 22                    | Francesco Busatto ‏         | 4                     |
| 23                    | Rune Herregodts ‏           | 40                    |
| 24                    | Madis Mihkels              | لم يكمل السباق        |
| 25                    | Tim Rex‏                    | 30                    |
| 26                    | Roel van Sintmaartensdijk ‏ | 13                    |
| 27                    | Simone Gualdi ‏             | 16                    |

| Lotto Dstny LTD | Lotto Dstny LTD     | Lotto Dstny LTD |
| --------------- | ------------------- | --------------- |
| م               | عداء                | مرتبة           |
| 31              | Pascal Eenkhoorn ‏   | 2               |
| 32              | Milan Menten ‏       | 11              |
| 33              | Robin Orins ‏        | 31              |
| 34              | Mathijs Paasschens ‏ | 44              |
| 35              | Alec Segaert ‏       | لم يكمل السباق  |
| 36              | Harm Vanhoucke ‏     | 10              |
| 37              | Jarno Widar ‏        | لم يكمل السباق  |

| Unibet Tietema Rockets ‏ TDT | Unibet Tietema Rockets ‏ TDT | Unibet Tietema Rockets ‏ TDT |
| --------------------------- | --------------------------- | --------------------------- |
| م                           | عداء                        | مرتبة                       |
| 41                          | Hartthijs de Vries ‏         | 21                          |
| 42                          | Owen Geleijn ‏               | لم يكمل السباق              |
| 43                          | Jelle Johannink ‏            | 6                           |
| 44                          | Tomáš Kopecký (cyclist) ‏    | 39                          |
| 45                          | Zeb Kyffin ‏                 | لم يكمل السباق              |
| 46                          | Lander Loockx ‏              | 41                          |
| 47                          | Adam Ťoupalík ‏              | 23                          |

| سبورت فلاندرين بالويس ‏ TFB | سبورت فلاندرين بالويس ‏ TFB | سبورت فلاندرين بالويس ‏ TFB |
| -------------------------- | -------------------------- | -------------------------- |
| م                          | عداء                       | مرتبة                      |
| 51                         | Kamiel Bonneu ‏             | 24                         |
| 52                         | Toon Clynhens ‏             | لم يكمل السباق             |
| 53                         | غيليس دي وايلد ‏            | لم يكمل السباق             |
| 54                         | Elias Maris ‏               | 34                         |
| 55                         | Vincent Van Hemelen ‏       | لم يكمل السباق             |
| 56                         | Noah Vandenbranden ‏        | لم يكمل السباق             |

| Q36.5 Pro Cycling Team ‏ Q36 | Q36.5 Pro Cycling Team ‏ Q36 | Q36.5 Pro Cycling Team ‏ Q36 |
| --------------------------- | --------------------------- | --------------------------- |
| م                           | عداء                        | مرتبة                       |
| 61                          | Negasi Haylu Abreha ‏        | لم يكمل السباق              |
| 62                          | جيانلوكا برامبيلا           | 27                          |
| 63                          | Walter Calzoni ‏             | 37                          |
| 64                          | Marcel Camprubí ‏            | 17                          |
| 65                          | Manuel Oioli ‏               | لم يكمل السباق              |
| 66                          | Szymon Sajnok ‏              | لم يكمل السباق              |
| 67                          | روري تاونسند ‏               | لم يكمل السباق              |

| بنجوال باوليز ساوكس دبليو بي ‏ BWB | بنجوال باوليز ساوكس دبليو بي ‏ BWB | بنجوال باوليز ساوكس دبليو بي ‏ BWB |
| --------------------------------- | --------------------------------- | --------------------------------- |
| م                                 | عداء                              | مرتبة                             |
| 71                                | Lucas Jacques‏                     | لم يكمل السباق                    |
| 72                                | Johan Meens ‏                      | 5                                 |
| 73                                | Dimitri Peyskens ‏                 | لم يكمل السباق                    |
| 74                                | Jens Reynders ‏                    | لم يكمل السباق                    |
| 75                                | Lennert Teugels ‏                  | 38                                |
| 76                                | لويك فليجن                        | لم يكمل السباق                    |
| 77                                | Giacomo Villa ‏                    | 26                                |

| فريق الولايات المتحدة لسباق الدراجات الهوائية للرجال ‏ USA | فريق الولايات المتحدة لسباق الدراجات الهوائية للرجال ‏ USA | فريق الولايات المتحدة لسباق الدراجات الهوائية للرجال ‏ USA |
| --------------------------------------------------------- | --------------------------------------------------------- | --------------------------------------------------------- |
| م                                                         | عداء                                                      | مرتبة                                                     |
| 85                                                        | Gabriel Shipley‏                                           | لم يكمل السباق                                            |

| Israel Premier Tech Academy ‏ ICA | Israel Premier Tech Academy ‏ ICA | Israel Premier Tech Academy ‏ ICA |
| -------------------------------- | -------------------------------- | -------------------------------- |
| م                                | عداء                             | مرتبة                            |
| 91                               | Joseph Blackmore ‏                | 8                                |
| 92                               | Pier-André Côté ‏ (طريق)          | 18                               |
| 93                               | Emry Faingezicht‏                 | لم يكمل السباق                   |
| 94                               | ESP                              | لم يكمل السباق                   |
| 95                               | هوغو هوفستيتر                    | 12                               |
| 96                               | Daniel Lima‏                      | 32                               |
| 97                               | Pau Martí ‏                       | لم يكمل السباق                   |

| Development Team DSM–Firmenich PostNL ‏ DDP | Development Team DSM–Firmenich PostNL ‏ DDP | Development Team DSM–Firmenich PostNL ‏ DDP |
| ------------------------------------------ | ------------------------------------------ | ------------------------------------------ |
| م                                          | عداء                                       | مرتبة                                      |
| 101                                        | Vlad Van Mechelen ‏                         | لم يكمل السباق                             |
| 102                                        | Jacob Bush‏                                 | لم يكمل السباق                             |
| 103                                        | Axel Källberg ‏                             | لم يكمل السباق                             |
| 104                                        | Mees Vlot‏                                  | لم يكمل السباق                             |
| 105                                        | Oliver Peace‏                               | 47                                         |
| 106                                        | Frank van den Broek ‏                       | 9                                          |
| 107                                        | Thom van der Werff‏                         | لم يكمل السباق                             |

| بيت سايكلنج ‏ BCY | بيت سايكلنج ‏ BCY   | بيت سايكلنج ‏ BCY |
| ---------------- | ------------------ | ---------------- |
| م                | عداء               | مرتبة            |
| 111              | Stijn Appel ‏       | لم يكمل السباق   |
| 112              | Bram Dissel‏        | لم يكمل السباق   |
| 113              | Jochem Kerckhaert‏  | لم يكمل السباق   |
| 114              | Lars Loohuis‏       | لم يكمل السباق   |
| 115              | Michiel Coppens ‏   | لم يكمل السباق   |
| 116              | Jeroen Van Krimpen‏ | لم يكمل السباق   |
| 117              | Thijs Zonneveld ‏   | لم يكمل السباق   |

| فولكر ويسيلز سيلينج تيم ‏ VWT | فولكر ويسيلز سيلينج تيم ‏ VWT | فولكر ويسيلز سيلينج تيم ‏ VWT |
| ---------------------------- | ---------------------------- | ---------------------------- |
| م                            | عداء                         | مرتبة                        |
| 121                          | Rindert Buiter‏               | لم يكمل السباق               |
| 122                          | Finn Crockett ‏               | لم يكمل السباق               |
| 123                          | Stijn Daemen ‏                | 42                           |
| 124                          | تيمو دي جونغ ‏                | 14                           |
| 125                          | Jasper Haest ‏                | لم يكمل السباق               |
| 126                          | بيرت جان يندمان              | لم يكمل السباق               |
| 127                          | Jago Willems‏                 | لم يكمل السباق               |

| ميتك-تي كي إتش مانتيل ‏ MET | ميتك-تي كي إتش مانتيل ‏ MET | ميتك-تي كي إتش مانتيل ‏ MET |
| -------------------------- | -------------------------- | -------------------------- |
| م                          | عداء                       | مرتبة                      |
| 131                        | تهيجس دي لانج ‏             | لم يكمل السباق             |
| 132                        | Jordan Habets ‏             | لم يكمل السباق             |
| 133                        | Eskil Huiting‏              | لم يكمل السباق             |
| 134                        | Wessel Mouris ‏             | 33                         |
| 135                        | Joris Reinderink‏           | لم يكمل السباق             |
| 136                        | Hidde van Veenendaal ‏      | لم يكمل السباق             |
| 137                        | Michiel Van Vliet‏          | لم يكمل السباق             |

| Parkhotel Valkenburg CT ‏ PHV | Parkhotel Valkenburg CT ‏ PHV | Parkhotel Valkenburg CT ‏ PHV |
| ---------------------------- | ---------------------------- | ---------------------------- |
| م                            | عداء                         | مرتبة                        |
| 141                          | Stef Koning‏                  | لم يكمل السباق               |
| 142                          | Lars Hohmann‏                 | لم يكمل السباق               |
| 143                          | Mike Schuch‏                  | 29                           |
| 144                          | Nils Sinschek ‏               | لم يكمل السباق               |
| 145                          | Otto van Zanden‏              | لم يكمل السباق               |
| 146                          | Niek Voogt ‏                  | لم يكمل السباق               |
| 147                          | Meindert Weulink‏             | 25                           |

| Soudal–Quick-Step Devo Team ‏ SQD | Soudal–Quick-Step Devo Team ‏ SQD | Soudal–Quick-Step Devo Team ‏ SQD |
| -------------------------------- | -------------------------------- | -------------------------------- |
| م                                | عداء                             | مرتبة                            |
| 151                              | Cormac Nisbet‏                    | لم يكمل السباق                   |
| 152                              | Gauthier Servranckx‏              | لم يكمل السباق                   |
| 153                              | Viktor Soenens ‏                  | 19                               |
| 154                              | Federico Savino ‏                 | 15                               |
| 155                              | Leander Van Hautegem ‏            | لم يكمل السباق                   |
| 156                              | Jonathan Vervenne ‏               | لم يكمل السباق                   |
| 157                              | Jordi Warlop ‏                    | لم يكمل السباق                   |

| Universe Cycling Team ‏ UNI | Universe Cycling Team ‏ UNI | Universe Cycling Team ‏ UNI |
| -------------------------- | -------------------------- | -------------------------- |
| م                          | عداء                       | مرتبة                      |
| 161                        | Jeen de Jong ‏              | لم يكمل السباق             |
| 162                        | Sjors Handgraaf‏            | لم يكمل السباق             |
| 163                        | Lars Quaedvlieg ‏           | لم يكمل السباق             |
| 164                        | Jarri Stravers‏             | لم يكمل السباق             |
| 165                        | NED                        | لم يكمل السباق             |
| 166                        | Stefan Verhoeff ‏           | لم يكمل السباق             |
| 167                        | Steven Willemsen‏           | لم يكمل السباق             |

| Team Lotto–Kern Haus ‏ LKH | Team Lotto–Kern Haus ‏ LKH | Team Lotto–Kern Haus ‏ LKH |
| ------------------------- | ------------------------- | ------------------------- |
| م                         | عداء                      | مرتبة                     |
| 171                       | Leon Arenz ‏               | لم يكمل السباق            |
| 172                       | Mauro Brenner‏             | لم يكمل السباق            |
| 173                       | Jan Hugger ‏               | لم يكمل السباق            |
| 174                       | Joshua Huppertz ‏          | لم يكمل السباق            |
| 175                       | Ben Jochum ‏               | لم يكمل السباق            |
| 176                       | Mathieu Kockelmann ‏       | لم يكمل السباق            |
| 177                       | Fabian Wünstel‏            | لم يكمل السباق            |

| Diftar Continental Cyclingteam ‏ SWY | Diftar Continental Cyclingteam ‏ SWY | Diftar Continental Cyclingteam ‏ SWY |
| ----------------------------------- | ----------------------------------- | ----------------------------------- |
| م                                   | عداء                                | مرتبة                               |
| 181                                 | Mike Bronswijk‏                      | 46                                  |
| 182                                 | Hugo Kars‏                           | لم يكمل السباق                      |
| 183                                 | Rick Ottema ‏                        | لم يكمل السباق                      |
| 184                                 | Peter Schulting ‏                    | 45                                  |
| 185                                 | Vincent van Dorp‏                    | لم يكمل السباق                      |
| 186                                 | Pepijn Veenings‏                     | لم يكمل السباق                      |
| 187                                 | Guillaume Visser‏                    | لم يكمل السباق                      |

| Victoria Sports Pro Cycling ‏ VSC | Victoria Sports Pro Cycling ‏ VSC | Victoria Sports Pro Cycling ‏ VSC |
| -------------------------------- | -------------------------------- | -------------------------------- |
| م                                | عداء                             | مرتبة                            |
| 191                              | جيروين مايرز                     | 22                               |
| 192                              | Nícolas Sessler ‏                 | 36                               |
| 194                              | خوسيه مندس                       | لم يكمل السباق                   |
| 196                              | Carlos Francisco Ochoa‏           | لم يكمل السباق                   |
| 197                              | Nichol Pareja ‏                   | لم يكمل السباق                   |

| Sauerland NRW-SKS Germany ‏ SVL | Sauerland NRW-SKS Germany ‏ SVL | Sauerland NRW-SKS Germany ‏ SVL |
| ------------------------------ | ------------------------------ | ------------------------------ |
| م                              | عداء                           | مرتبة                          |
| 201                            | Henri-Johannes Appelbaum‏       | لم يكمل السباق                 |
| 202                            | Julian Borresch ‏               | لم يكمل السباق                 |
| 203                            | جاكوب سكوت ‏                    | لم يكمل السباق                 |
| 204                            | Jan-Marc Temmen ‏               | لم يكمل السباق                 |
| 205                            | Lennart Voege‏                  | لم يكمل السباق                 |
| 206                            | Paul Wright ‏                   | لم يكمل السباق                 |

| Philippe Wagner–Bazin ‏ PWB | Philippe Wagner–Bazin ‏ PWB | Philippe Wagner–Bazin ‏ PWB |
| -------------------------- | -------------------------- | -------------------------- |
| م                          | عداء                       | مرتبة                      |
| 211                        | بيير باربييه               | لم يكمل السباق             |
| 212                        | رودي باربير                | لم يكمل السباق             |
| 213                        | ألان بوالو ‏                | لم يكمل السباق             |
| 214                        | Theo Bonnet‏                | لم يكمل السباق             |
| 215                        | Thomas Devaux ‏             | لم يكمل السباق             |
| 216                        | Gwen Leclainche ‏           | لم يكمل السباق             |
| 217                        | Thibaut Ponsaerts‏          | لم يكمل السباق             |

| سوبرانو هام ايزوريكس ‏ TIS | سوبرانو هام ايزوريكس ‏ TIS | سوبرانو هام ايزوريكس ‏ TIS |
| ------------------------- | ------------------------- | ------------------------- |
| م                         | عداء                      | مرتبة                     |
| 221                       | Robbe Claeys‏              | لم يكمل السباق            |
| 222                       | Maxime De Poorter ‏        | لم يكمل السباق            |
| 223                       | Thomas Joseph ‏            | لم يكمل السباق            |
| 224                       | جياني مارشان              | لم يكمل السباق            |
| 225                       | Jacob Relaes‏              | لم يكمل السباق            |
| 226                       | Arne Santy‏                | لم يكمل السباق            |
| 227                       | Mauro Verwilt‏             | 35                        |

| Team Storck-Metropol Cycling ‏ TSM | Team Storck-Metropol Cycling ‏ TSM | Team Storck-Metropol Cycling ‏ TSM |
| --------------------------------- | --------------------------------- | --------------------------------- |
| م                                 | عداء                              | مرتبة                             |
| 231                               | Robin Fischer‏                     | لم يكمل السباق                    |
| 232                               | Toni Franz‏                        | لم يكمل السباق                    |
| 233                               | Arne Hoppe‏                        | لم يكمل السباق                    |
| 234                               | Jan Münzer‏                        | لم يكمل السباق                    |
| 236                               | Patrick Schubert‏                  | لم يكمل السباق                    |
| 237                               | Ole Theiler ‏                      | لم يكمل السباق                    |

| Alpecin-Deceuninck ADC | Alpecin-Deceuninck ADC | Alpecin-Deceuninck ADC |
| ---------------------- | ---------------------- | ---------------------- |
| م                      | عداء                   | مرتبة                  |
| 1                      | Kaden Groves ‏          | لم يكمل السباق         |
| 2                      | توبياس باير            | 7                      |
| 3                      | Maurice Ballerstedt ‏   | لم يكمل السباق         |
| 4                      | Timo Kielich ‏          | 1                      |
| 5                      | Louis Kitzki‏           | لم يكمل السباق         |
| 7                      | Henri Uhlig ‏           | 3                      |

| Team Visma \| Lease a Bike TVL | Team Visma \| Lease a Bike TVL | Team Visma \| Lease a Bike TVL |
| ------------------------------ | ------------------------------ | ------------------------------ |
| م                              | عداء                           | مرتبة                          |
| 11                             | Morten Nørtoft ‏                | لم يكمل السباق                 |
| 12                             | Tom Schellekens ‏               | لم يكمل السباق                 |
| 13                             | Colby Simmons ‏                 | لم يكمل السباق                 |
| 14                             | Pietro Mattio‏                  | لم يكمل السباق                 |
| 15                             | توش فان دير ساندي              | 20                             |
| 17                             | جوليان فيرموت                  | 28                             |

| Intermarché-Wanty IWA | Intermarché-Wanty IWA      | Intermarché-Wanty IWA |
| --------------------- | -------------------------- | --------------------- |
| م                     | عداء                       | مرتبة                 |
| 21                    | Huub Artz ‏                 | 43                    |
| 22                    | Francesco Busatto ‏         | 4                     |
| 23                    | Rune Herregodts ‏           | 40                    |
| 24                    | Madis Mihkels              | لم يكمل السباق        |
| 25                    | Tim Rex‏                    | 30                    |
| 26                    | Roel van Sintmaartensdijk ‏ | 13                    |
| 27                    | Simone Gualdi ‏             | 16                    |

| Lotto Dstny LTD | Lotto Dstny LTD     | Lotto Dstny LTD |
| --------------- | ------------------- | --------------- |
| م               | عداء                | مرتبة           |
| 31              | Pascal Eenkhoorn ‏   | 2               |
| 32              | Milan Menten ‏       | 11              |
| 33              | Robin Orins ‏        | 31              |
| 34              | Mathijs Paasschens ‏ | 44              |
| 35              | Alec Segaert ‏       | لم يكمل السباق  |
| 36              | Harm Vanhoucke ‏     | 10              |
| 37              | Jarno Widar ‏        | لم يكمل السباق  |

| Unibet Tietema Rockets ‏ TDT | Unibet Tietema Rockets ‏ TDT | Unibet Tietema Rockets ‏ TDT |
| --------------------------- | --------------------------- | --------------------------- |
| م                           | عداء                        | مرتبة                       |
| 41                          | Hartthijs de Vries ‏         | 21                          |
| 42                          | Owen Geleijn ‏               | لم يكمل السباق              |
| 43                          | Jelle Johannink ‏            | 6                           |
| 44                          | Tomáš Kopecký (cyclist) ‏    | 39                          |
| 45                          | Zeb Kyffin ‏                 | لم يكمل السباق              |
| 46                          | Lander Loockx ‏              | 41                          |
| 47                          | Adam Ťoupalík ‏              | 23                          |

| سبورت فلاندرين بالويس ‏ TFB | سبورت فلاندرين بالويس ‏ TFB | سبورت فلاندرين بالويس ‏ TFB |
| -------------------------- | -------------------------- | -------------------------- |
| م                          | عداء                       | مرتبة                      |
| 51                         | Kamiel Bonneu ‏             | 24                         |
| 52                         | Toon Clynhens ‏             | لم يكمل السباق             |
| 53                         | غيليس دي وايلد ‏            | لم يكمل السباق             |
| 54                         | Elias Maris ‏               | 34                         |
| 55                         | Vincent Van Hemelen ‏       | لم يكمل السباق             |
| 56                         | Noah Vandenbranden ‏        | لم يكمل السباق             |

| Q36.5 Pro Cycling Team ‏ Q36 | Q36.5 Pro Cycling Team ‏ Q36 | Q36.5 Pro Cycling Team ‏ Q36 |
| --------------------------- | --------------------------- | --------------------------- |
| م                           | عداء                        | مرتبة                       |
| 61                          | Negasi Haylu Abreha ‏        | لم يكمل السباق              |
| 62                          | جيانلوكا برامبيلا           | 27                          |
| 63                          | Walter Calzoni ‏             | 37                          |
| 64                          | Marcel Camprubí ‏            | 17                          |
| 65                          | Manuel Oioli ‏               | لم يكمل السباق              |
| 66                          | Szymon Sajnok ‏              | لم يكمل السباق              |
| 67                          | روري تاونسند ‏               | لم يكمل السباق              |

| بنجوال باوليز ساوكس دبليو بي ‏ BWB | بنجوال باوليز ساوكس دبليو بي ‏ BWB | بنجوال باوليز ساوكس دبليو بي ‏ BWB |
| --------------------------------- | --------------------------------- | --------------------------------- |
| م                                 | عداء                              | مرتبة                             |
| 71                                | Lucas Jacques‏                     | لم يكمل السباق                    |
| 72                                | Johan Meens ‏                      | 5                                 |
| 73                                | Dimitri Peyskens ‏                 | لم يكمل السباق                    |
| 74                                | Jens Reynders ‏                    | لم يكمل السباق                    |
| 75                                | Lennert Teugels ‏                  | 38                                |
| 76                                | لويك فليجن                        | لم يكمل السباق                    |
| 77                                | Giacomo Villa ‏                    | 26                                |

| فريق الولايات المتحدة لسباق الدراجات الهوائية للرجال ‏ USA | فريق الولايات المتحدة لسباق الدراجات الهوائية للرجال ‏ USA | فريق الولايات المتحدة لسباق الدراجات الهوائية للرجال ‏ USA |
| --------------------------------------------------------- | --------------------------------------------------------- | --------------------------------------------------------- |
| م                                                         | عداء                                                      | مرتبة                                                     |
| 85                                                        | Gabriel Shipley‏                                           | لم يكمل السباق                                            |

| Israel Premier Tech Academy ‏ ICA | Israel Premier Tech Academy ‏ ICA | Israel Premier Tech Academy ‏ ICA |
| -------------------------------- | -------------------------------- | -------------------------------- |
| م                                | عداء                             | مرتبة                            |
| 91                               | Joseph Blackmore ‏                | 8                                |
| 92                               | Pier-André Côté ‏ (طريق)          | 18                               |
| 93                               | Emry Faingezicht‏                 | لم يكمل السباق                   |
| 94                               | ESP                              | لم يكمل السباق                   |
| 95                               | هوغو هوفستيتر                    | 12                               |
| 96                               | Daniel Lima‏                      | 32                               |
| 97                               | Pau Martí ‏                       | لم يكمل السباق                   |

| Development Team DSM–Firmenich PostNL ‏ DDP | Development Team DSM–Firmenich PostNL ‏ DDP | Development Team DSM–Firmenich PostNL ‏ DDP |
| ------------------------------------------ | ------------------------------------------ | ------------------------------------------ |
| م                                          | عداء                                       | مرتبة                                      |
| 101                                        | Vlad Van Mechelen ‏                         | لم يكمل السباق                             |
| 102                                        | Jacob Bush‏                                 | لم يكمل السباق                             |
| 103                                        | Axel Källberg ‏                             | لم يكمل السباق                             |
| 104                                        | Mees Vlot‏                                  | لم يكمل السباق                             |
| 105                                        | Oliver Peace‏                               | 47                                         |
| 106                                        | Frank van den Broek ‏                       | 9                                          |
| 107                                        | Thom van der Werff‏                         | لم يكمل السباق                             |

| بيت سايكلنج ‏ BCY | بيت سايكلنج ‏ BCY   | بيت سايكلنج ‏ BCY |
| ---------------- | ------------------ | ---------------- |
| م                | عداء               | مرتبة            |
| 111              | Stijn Appel ‏       | لم يكمل السباق   |
| 112              | Bram Dissel‏        | لم يكمل السباق   |
| 113              | Jochem Kerckhaert‏  | لم يكمل السباق   |
| 114              | Lars Loohuis‏       | لم يكمل السباق   |
| 115              | Michiel Coppens ‏   | لم يكمل السباق   |
| 116              | Jeroen Van Krimpen‏ | لم يكمل السباق   |
| 117              | Thijs Zonneveld ‏   | لم يكمل السباق   |

| فولكر ويسيلز سيلينج تيم ‏ VWT | فولكر ويسيلز سيلينج تيم ‏ VWT | فولكر ويسيلز سيلينج تيم ‏ VWT |
| ---------------------------- | ---------------------------- | ---------------------------- |
| م                            | عداء                         | مرتبة                        |
| 121                          | Rindert Buiter‏               | لم يكمل السباق               |
| 122                          | Finn Crockett ‏               | لم يكمل السباق               |
| 123                          | Stijn Daemen ‏                | 42                           |
| 124                          | تيمو دي جونغ ‏                | 14                           |
| 125                          | Jasper Haest ‏                | لم يكمل السباق               |
| 126                          | بيرت جان يندمان              | لم يكمل السباق               |
| 127                          | Jago Willems‏                 | لم يكمل السباق               |

| ميتك-تي كي إتش مانتيل ‏ MET | ميتك-تي كي إتش مانتيل ‏ MET | ميتك-تي كي إتش مانتيل ‏ MET |
| -------------------------- | -------------------------- | -------------------------- |
| م                          | عداء                       | مرتبة                      |
| 131                        | تهيجس دي لانج ‏             | لم يكمل السباق             |
| 132                        | Jordan Habets ‏             | لم يكمل السباق             |
| 133                        | Eskil Huiting‏              | لم يكمل السباق             |
| 134                        | Wessel Mouris ‏             | 33                         |
| 135                        | Joris Reinderink‏           | لم يكمل السباق             |
| 136                        | Hidde van Veenendaal ‏      | لم يكمل السباق             |
| 137                        | Michiel Van Vliet‏          | لم يكمل السباق             |

| Parkhotel Valkenburg CT ‏ PHV | Parkhotel Valkenburg CT ‏ PHV | Parkhotel Valkenburg CT ‏ PHV |
| ---------------------------- | ---------------------------- | ---------------------------- |
| م                            | عداء                         | مرتبة                        |
| 141                          | Stef Koning‏                  | لم يكمل السباق               |
| 142                          | Lars Hohmann‏                 | لم يكمل السباق               |
| 143                          | Mike Schuch‏                  | 29                           |
| 144                          | Nils Sinschek ‏               | لم يكمل السباق               |
| 145                          | Otto van Zanden‏              | لم يكمل السباق               |
| 146                          | Niek Voogt ‏                  | لم يكمل السباق               |
| 147                          | Meindert Weulink‏             | 25                           |

| Soudal–Quick-Step Devo Team ‏ SQD | Soudal–Quick-Step Devo Team ‏ SQD | Soudal–Quick-Step Devo Team ‏ SQD |
| -------------------------------- | -------------------------------- | -------------------------------- |
| م                                | عداء                             | مرتبة                            |
| 151                              | Cormac Nisbet‏                    | لم يكمل السباق                   |
| 152                              | Gauthier Servranckx‏              | لم يكمل السباق                   |
| 153                              | Viktor Soenens ‏                  | 19                               |
| 154                              | Federico Savino ‏                 | 15                               |
| 155                              | Leander Van Hautegem ‏            | لم يكمل السباق                   |
| 156                              | Jonathan Vervenne ‏               | لم يكمل السباق                   |
| 157                              | Jordi Warlop ‏                    | لم يكمل السباق                   |

| Universe Cycling Team ‏ UNI | Universe Cycling Team ‏ UNI | Universe Cycling Team ‏ UNI |
| -------------------------- | -------------------------- | -------------------------- |
| م                          | عداء                       | مرتبة                      |
| 161                        | Jeen de Jong ‏              | لم يكمل السباق             |
| 162                        | Sjors Handgraaf‏            | لم يكمل السباق             |
| 163                        | Lars Quaedvlieg ‏           | لم يكمل السباق             |
| 164                        | Jarri Stravers‏             | لم يكمل السباق             |
| 165                        | NED                        | لم يكمل السباق             |
| 166                        | Stefan Verhoeff ‏           | لم يكمل السباق             |
| 167                        | Steven Willemsen‏           | لم يكمل السباق             |

| Team Lotto–Kern Haus ‏ LKH | Team Lotto–Kern Haus ‏ LKH | Team Lotto–Kern Haus ‏ LKH |
| ------------------------- | ------------------------- | ------------------------- |
| م                         | عداء                      | مرتبة                     |
| 171                       | Leon Arenz ‏               | لم يكمل السباق            |
| 172                       | Mauro Brenner‏             | لم يكمل السباق            |
| 173                       | Jan Hugger ‏               | لم يكمل السباق            |
| 174                       | Joshua Huppertz ‏          | لم يكمل السباق            |
| 175                       | Ben Jochum ‏               | لم يكمل السباق            |
| 176                       | Mathieu Kockelmann ‏       | لم يكمل السباق            |
| 177                       | Fabian Wünstel‏            | لم يكمل السباق            |

| Diftar Continental Cyclingteam ‏ SWY | Diftar Continental Cyclingteam ‏ SWY | Diftar Continental Cyclingteam ‏ SWY |
| ----------------------------------- | ----------------------------------- | ----------------------------------- |
| م                                   | عداء                                | مرتبة                               |
| 181                                 | Mike Bronswijk‏                      | 46                                  |
| 182                                 | Hugo Kars‏                           | لم يكمل السباق                      |
| 183                                 | Rick Ottema ‏                        | لم يكمل السباق                      |
| 184                                 | Peter Schulting ‏                    | 45                                  |
| 185                                 | Vincent van Dorp‏                    | لم يكمل السباق                      |
| 186                                 | Pepijn Veenings‏                     | لم يكمل السباق                      |
| 187                                 | Guillaume Visser‏                    | لم يكمل السباق                      |

| Victoria Sports Pro Cycling ‏ VSC | Victoria Sports Pro Cycling ‏ VSC | Victoria Sports Pro Cycling ‏ VSC |
| -------------------------------- | -------------------------------- | -------------------------------- |
| م                                | عداء                             | مرتبة                            |
| 191                              | جيروين مايرز                     | 22                               |
| 192                              | Nícolas Sessler ‏                 | 36                               |
| 194                              | خوسيه مندس                       | لم يكمل السباق                   |
| 196                              | Carlos Francisco Ochoa‏           | لم يكمل السباق                   |
| 197                              | Nichol Pareja ‏                   | لم يكمل السباق                   |

| Sauerland NRW-SKS Germany ‏ SVL | Sauerland NRW-SKS Germany ‏ SVL | Sauerland NRW-SKS Germany ‏ SVL |
| ------------------------------ | ------------------------------ | ------------------------------ |
| م                              | عداء                           | مرتبة                          |
| 201                            | Henri-Johannes Appelbaum‏       | لم يكمل السباق                 |
| 202                            | Julian Borresch ‏               | لم يكمل السباق                 |
| 203                            | جاكوب سكوت ‏                    | لم يكمل السباق                 |
| 204                            | Jan-Marc Temmen ‏               | لم يكمل السباق                 |
| 205                            | Lennart Voege‏                  | لم يكمل السباق                 |
| 206                            | Paul Wright ‏                   | لم يكمل السباق                 |

| Philippe Wagner–Bazin ‏ PWB | Philippe Wagner–Bazin ‏ PWB | Philippe Wagner–Bazin ‏ PWB |
| -------------------------- | -------------------------- | -------------------------- |
| م                          | عداء                       | مرتبة                      |
| 211                        | بيير باربييه               | لم يكمل السباق             |
| 212                        | رودي باربير                | لم يكمل السباق             |
| 213                        | ألان بوالو ‏                | لم يكمل السباق             |
| 214                        | Theo Bonnet‏                | لم يكمل السباق             |
| 215                        | Thomas Devaux ‏             | لم يكمل السباق             |
| 216                        | Gwen Leclainche ‏           | لم يكمل السباق             |
| 217                        | Thibaut Ponsaerts‏          | لم يكمل السباق             |

| سوبرانو هام ايزوريكس ‏ TIS | سوبرانو هام ايزوريكس ‏ TIS | سوبرانو هام ايزوريكس ‏ TIS |
| ------------------------- | ------------------------- | ------------------------- |
| م                         | عداء                      | مرتبة                     |
| 221                       | Robbe Claeys‏              | لم يكمل السباق            |
| 222                       | Maxime De Poorter ‏        | لم يكمل السباق            |
| 223                       | Thomas Joseph ‏            | لم يكمل السباق            |
| 224                       | جياني مارشان              | لم يكمل السباق            |
| 225                       | Jacob Relaes‏              | لم يكمل السباق            |
| 226                       | Arne Santy‏                | لم يكمل السباق            |
| 227                       | Mauro Verwilt‏             | 35                        |

| Team Storck-Metropol Cycling ‏ TSM | Team Storck-Metropol Cycling ‏ TSM | Team Storck-Metropol Cycling ‏ TSM |
| --------------------------------- | --------------------------------- | --------------------------------- |
| م                                 | عداء                              | مرتبة                             |
| 231                               | Robin Fischer‏                     | لم يكمل السباق                    |
| 232                               | Toni Franz‏                        | لم يكمل السباق                    |
| 233                               | Arne Hoppe‏                        | لم يكمل السباق                    |
| 234                               | Jan Münzer‏                        | لم يكمل السباق                    |
| 236                               | Patrick Schubert‏                  | لم يكمل السباق                    |
| 237                               | Ole Theiler ‏                      | لم يكمل السباق                    |

## التصنيف العام النهائي
| التصنيف العام         | التصنيف العام        | التصنيف العام                          | التصنيف العام | التصنيف العام |
| العداء                | العداء               | الفريق                                 | الوقت         |               |
| --------------------- | -------------------- | -------------------------------------- | ------------- | ------------- |
| 1                     | Timo Kielich ‏        | Alpecin-Deceuninck                     | 4 س 31 د 53 ث |               |
| 2                     | Pascal Eenkhoorn ‏    | Lotto Dstny                            | + 2 ث         |               |
| 3                     | Henri Uhlig ‏         | Alpecin-Deceuninck                     | + 7 ث         |               |
| 4                     | Francesco Busatto ‏   | Intermarché-Wanty                      | + 7 ث         |               |
| 5                     | Johan Meens ‏         | بنجوال باوليز ساوكس دبليو بي ‏          | + 9 ث         |               |
| 6                     | Jelle Johannink ‏     | Unibet Tietema Rockets ‏                | + 9 ث         |               |
| 7                     | توبياس باير          | Alpecin-Deceuninck                     | + 9 ث         |               |
| 8                     | Joseph Blackmore ‏    | Israel Premier Tech Academy ‏           | + 9 ث         |               |
| 9                     | Frank van den Broek ‏ | Development Team DSM–Firmenich PostNL ‏ | + 9 ث         |               |
| 10                    | Harm Vanhoucke ‏      | Lotto Dstny                            | + 12 ث        |               |
|                       |                      |                                        |               |               |
| مصدر: ProCyclingStats |                      |                                        |               |               |

## وصلات خارجية
- الموقع الرسمي
- لمحة عن سباق فولتا ليمبورغ الكلاسيكي 2024 على موقع  ProCyclingStats   (برو  سايكلنج  ستاتس) - إحصاءات  محترفي  الدراجات.
- فولتا ليمبورغ الكلاسيكي 2024 على موقع إحصائيات الدراجات الإحترافية (الإنجليزية)